# Resident Evil Village
Resident Evil Village is een survival horrorspel dat is ontwikkeld en gepubliceerd door Capcom. Het spel is uitgebracht op 7 mei 2021 voor Windows, Playstation 4, PlayStation 5 en Xbox Series X/S. Het is het tiende hoofddeel in de Resident Evil-serie en de sequel op Resident Evil 7: Biohazard. Het spel werd aangekondigd tijdens het PlayStation 5-onthullingsevenement in juni 2020.

## Verhaal
Het spel speelt zich een paar jaar na de gebeurtenissen in Resident Evil 7: Biohazard af. Tijdens de onthulling zei Kellen Haney van Capcom over het verhaal: ''Ethans wereld stort plotseling weer in elkaar wanneer Chris Redfield, een onverwacht maar bekend gezicht, een reeks gebeurtenissen op gang brengt waarin een radeloze Ethan op zoek is naar antwoorden op de schokkende acties van Chris, en hem uiteindelijk vinden in een mysterieus dorp." Het verhaal zal plaatsvinden in Europa.
Net als Resident Evil 7 is het spel ontwikkeld op de RE Engine en wordt gespeeld vanuit een first-person perspectief.

## Rolverdeling
| Acteur               | Personage                      |
| -------------------- | ------------------------------ |
| Todd Soley           | Ethan Winters                  |
| Katie O'Hagan        | Mia Winters                    |
| Jeff Schine          | Chris Redfield                 |
| Michelle Lukes       | Mother Miranda                 |
| Neil Newbon          | Karl Heisenberg                |
| Jesse Pimentel       | Salvatore Moreau en Julian     |
| Paula Rhodes         | Angie en Eveline               |
| Andi Norris          | Donna Beneviento en Tundra     |
| Maggie Robertson     | Alcine Dimitrescu              |
| Nicole Tompkins      | Daniela Dimitrescu en Elena    |
| Jeanette Maus        | Cassandra Dimitrescu en Roxana |
| Bekka Prewitt        | Bela Dimitrescu                |
| Aaron LaPlante       | The Duke                       |
| Carol Stanzione      | The Hag                        |
| Robert Fleet         | Leonardo                       |
| Sara Coates          | Luiza                          |
| Dove Meir            | Anton                          |
| Conner Marx          | Sebastian                      |
| Jeannie Tirado       | Rose                           |
| Brendan Bradley      | Agent                          |
| Tom Virtue           | Grigori                        |
| Rey Silva            | Lobo                           |
| Rez Kempton          | Night Howl                     |
| Kane Jungbluth-Murry | Umber Eyes                     |

## Ontvangst
| Recensiescore       | Recensiescore                           |
| Recensieverzamelaar | Score                                   |
| ------------------- | --------------------------------------- |
| Metacritic          | 84% (PC) 81% (PS4) 84% (PS5) 85% (XSXS) |
| Publicist           | Score                                   |
| GameSpot            | 9                                       |
| GamesRadar+         | 3,5/5                                   |
| IGN                 | 8                                       |

Resident Evil Village ontving positieve recensies. Men prees het verhaal, de afwisselende gameplay, vernieuwende horrorelementen en de openwereldstijl. Kritiek was er op de korte eindbaasgevechten en eenvoud van de puzzels. Daarnaast vond men dat de voortgang van het verhaal ongelijk liep.
Het spel is in de eerste vier dagen na uitgave ruim drie miljoen keer verkocht.